# BOMAG

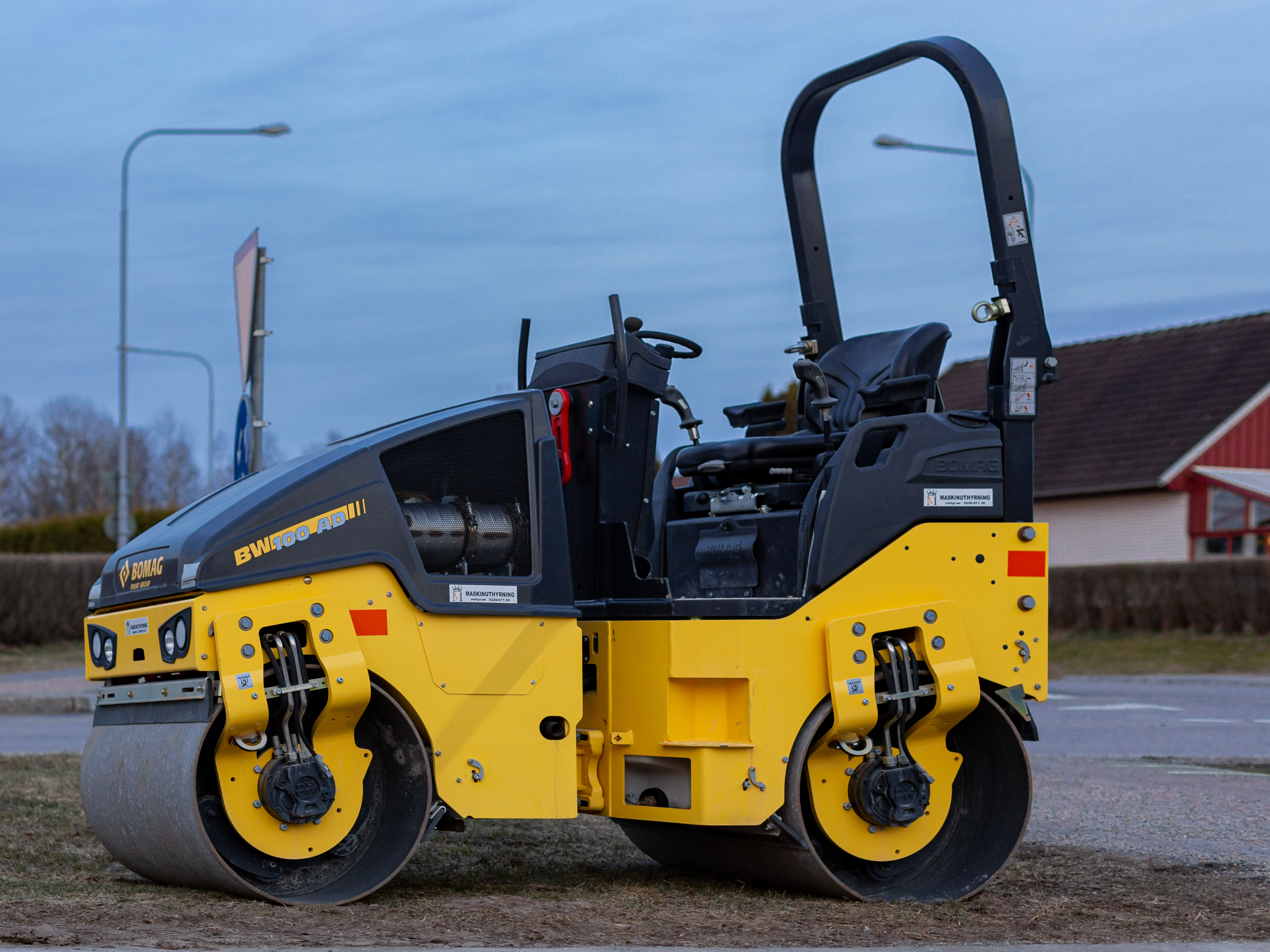
BOMAG BW100AD

Bopparder Maschinenbau-Gesellschaft mbH, bättre känt som BOMAG, är ett företag främst verksamt inom markkompaktering. Företaget grundades 1957, och kunde 1970 titulera sig som marknadsledande inom vibrationsvältar. 2005 köptes bolaget av franska FAYAT.